# Oktawa (literatura)
Oktawa - strofa złożona z ośmiu wersów (jedenastozgłoskowych) o układzie rymów abababcc,
gdzie ababab to sytuacja dramatyczna, natomiast cc to często sentencja. Oktawa jest przedłużeniem sekstyny ababcc.
Tradycyjna strofa epiki renesansowej i barokowej. 
U schyłku średniowiecza wprowadził ją do poezji włoskiej Giovanni Boccaccio, używając jej między innymi w poemacie Tezeida. Występuje ona między innymi w eposach Mattea Boiarda (Roland zakochany), Luigiego Pulciego (Morgante), Ludovica Ariosta (Orland szalony), Torquata Tassa (Jerozolima wyzwolona), Erasma di Valvasone (Angeleida), Luísa de Camõesa (Luzjady), Lucrezii Marinelli (Henryk, albo Bizancjum zdobyte), Giambattisty Marina (Adonis) i Alonsa Ercilla y Zúñiga (Araukana). Oktawa była popularna w literaturze portugalskiej, z której powoli wyłaniała się odrębna literatura brazylijska. Strofą abababcc, nazywaną po portugalsku oitava rima, posługiwali się Gabriel Pereira de Castro (Ulisseja, czyli założenie Lizbony), Vasco Mouzinho de Quevedo (Afonso Africano), Manuel Mendes de Barbuda e Vasconcelos (Virginidos ou a vida da Virgem), Francisco de Sá de Meneses (Malakka zdobyta), Bento Teixeira Pinto (Prosopopéia), Brás Garcia de Mascarenhas (Viriato Trágico) i José de Santa Rita Durão (Caramuru). W 1842 ukazał się też A redempção : poema epico em seis cantos. W literaturze angielskiej ekspansję oktawy ograniczyła popularność rodzimych strof, strofy królewskiej i strofy spenserowskiej. W okresie romantyzmu oktawę stosowali George Gordon Byron (Beppo, Don Juan), Percy Bysshe Shelley (Question) i John Keats (Isabella). Za oceanem strofę abababcc wykorzystywała Emma Lazarus (In exile). Elizabeth Fries Ellet napisała oktawą wiersz Lake Ontario (Jezioro Ontario). Natomiast Richard Henry Wilde napisał przy użyciu strofy abababcc poemat Hesperia, który był swego rodzaju amerykańskim eposem narodowym. Oktawy nie zabrakło w dziele Henry'ego Wadswortha Longfellowa Tales of a Wayside Inn (Opowieści z przydrożnej gospody), będącym otwartym nawiązaniem do Opowieści kanterberyjskich Geoffreya Chaucera. Oktawą została ułożona po części ostatnia z przedstawionych historii, The Poets's Tale (Opowieść poety).
It was the season, when through all the land
The merle and mavis build, and building sing
Those lovely lyrics, written by His hand,
Whom Saxon Caedmon calls the Blitheheart King;
When on the boughs the purple buds expand,
The banners of the vanguard of the Spring,
And rivulets, rejoicing, rush and leap,
And wave their fluttering signals from the steep.
Użycie oktawy przez Longfellowa i innych poetów amerykańskich XIX wieku miało na celu pokazanie zarówno Amerykanom, jak i całemu światu, że młoda literatura amerykańska jest wyrafinowana w tym samym stopniu, co literatury Europy.
Jako pierwszy w Polsce oktawą posłużył się Sebastian Grabowiecki, a spopularyzował ją swoim przekładem Jerozolimy wyzwolonej Tassa Piotr Kochanowski. W okresie baroku oktawą posługiwali się Jan Andrzej Morsztyn (Psyche), Stanisław Herakliusz Lubomirski (Tobiasz wyzwolony), Wespazjan Kochowski (Dzieło boskie), Samuel Twardowski (Dafnis) i Wacław Potocki (Judyta).
Obróć łaskawe, panno, ku mnie oczy.
Że przy ich świetle lutnią mą nastroję,
Te oczy. z których ten wiersz, że się toczy,
Bierze swój pochop i rozrywkę swoje,
Bez których rady na śliskiej uboczy
Miłosnych myśli trudno się ostoję,
Te niech mi z czarnych źrenic z śniegiem szczerem
Płci twojej dadzą inkaust z papierem.
Jan Andrzej Morsztyn, Do panny
W epoce oświecenia oktawą Ignacy Krasicki napisał swoje poematy heroikomiczne Myszeida, Monachomachia i Antymonachomachia. Wzorując się na Byronie, Juliusz Słowacki użył oktawy w swoich poematach Beniowski i Król-Duch. Oktawy używali też Cyprian Kamil Norwid, Adam Asnyk i Maria Konopnicka, która napisała nią epos Pan Balcer w Brazylii. W okresie Młodej Polski oktawę wykorzystywali Kazimierz Przerwa-Tetmajer (Pour passer le temps), Lucjan Rydel (Procesja), a zwłaszcza Stanisław Wyspiański (rapsody Bolesław Śmiały, Kazimierz Wielki). Bronisława Ostrowska napisała oktawą wiersze Rusałki i Miłowanie. 
Po 1918 roku oktawa była stosowana o wiele rzadziej. Zofia Reutt-Witkowska napisała nią poemat Pielgrzym, wydany w 1925. Lucjan Szenwald posłużył się tą formą w utworze Oktawy o piątej kolumnie, powstałym na Syberii w 1943 i wydanym w tomiku Z ziemi gościnnej do Polski.
W literaturze rosyjskiej oktawa występuje w poemacie Aleksandra Puszkina Domek w Kołomnie. W pierwszej strofie poeta pisze o wyborze tej właśnie formy
Четырёстопный ямб мне надоел:
Им пишет всякий. Мальчикам в забаву
Пора б его оставить. Я хотел
Давным-давно приняться за октаву.
А в самом деле: я бы совладел
С тройным созвучием. Пущусь на славу!
Ведь рифмы запросто со мной живут;
Две придут сами, третью приведут.
W literaturze niemieckiej oktawę wykorzystywali Johann Wolfgang von Goethe (prolog do Fausta), noblista Paul Heyse i Rainer Maria Rilke (Winterliche Stanzen):
Nun sollen wir versagte Tage lange
ertragen in des Widerstandes Rinde;
uns immer wehrend, nimmer an der Wange
das Tiefe fühlend aufgetaner Winde.
Die Nacht ist stark, doch von so fernem Gange,
die schwache Lampe überredet linde.
Laß dichs getrösten: Frost und Harsch bereiten
die Spannung künftiger Empfänglichkeiten.
Warto zwrócić uwagę, że w tej strofie Rilke stosuje harmonię wokaliczną stawiając pod akcentem metrycznym głównie samogłoski i oraz a: ertragen in des Widerstandes Rinde.
W literaturze czeskiej oktawą posługiwał się Jaroslav Vrchlický. Wykorzystał ją między innymi w dwuzwrotkowym wierszu Odpověď (Odpowiedź) z tomu Bodláčí z Parnassu (Osty z Parnasu), przeplatając rymy męskie z żeńskimi.
Nemysli na ty, kterým podal’s pít
a kteří do tvé naplivali číše,
všech srdce s tvým přec v souhlas nemůž’ bít,
týž hvozd, jenž jedněm v dumy úkoj dýše,
zas dráždí jiné, snět mu urazit;
ty’s třeba mechem jeho kráčel tiše,
co jiný prchal. Však nad cizím plesem
a cizí zlobou les dál zůstal lesem.
Poza tym poeta zastosował stancę abababcc w dłuższym wierszu Ahasver na věži Eiffelově (Ahaswer na Wieży Eiffela) i w nawiązującym do niego utworze Druhý list Ahasvera královně Semiramidě po desíti letech (Drugi list Ahaswera do królowej Semiramidy po dziesięciu latach). Vrchlický osiągnął mistrzostwo również w przekładzie eposów pisanych oktawą.
W literaturze słoweńskiej oktawa buduje zasadniczą część poematu Chrzest nad Sawicą France Prešerena. Utwór ten odgrywa rolę narodowego eposu Słoweńców. Na język polski przełożył go Marian Piechal.
Mož in oblakov vojsko je obojno
končala temna noč, kar svetla zarja
zlatí z rumenmi žarki glavo trojno
snežnikov kranjskih sivga poglavarja,
Bohinjsko jezero stoji pokojno,
sledu ni več vunanjega viharja;
al somov vojska pod vodó ne mine,
in drugih roparjov v dnu globočine.
W literaturze szwedzkiej oktawa występuje w niektórych partiach Sagi o Fritjofie Izajasza Tegnera, natomiast w literaturze fińskiej pojawia się ona w cyklu Pieśni księcia Jana i Katarzyny Jagiellonki autorstwa Eina Leiny.
Układ rymów oktawy jest bardzo charakterystyczny i raczej niezmienny, choć w utworach pisanych tą strofą zdarzają się pojedyncze zwrotki o zmodyfikowanym układzie współbrzmień, na przykład ababbacc.
Angielski poeta Algernon Charles Swinburne w dramacie Atalanta w Kalidonie, znanym w Polsce z przekładu Jana Kasprowicza zaproponował oryginalny układ ababccab.
When the hounds of spring are on winter's traces,
The mother of months in meadow or plain
Fills the shadows and windy places
With lisp of leaves and ripple of rain;
And the brown bright nightingale amorous
Is half assuaged for Itylus,
For the Thracian ships and the foreign faces,
The tongueless vigil, and all the pain.
W dramacie Swinburne'a, w tym także w zacytowanej strofie, można zauważyć konsekwentne zastosowanie aliteracji. Modyfikacją oktawy jest też strofa abbaabcc zastosowana przez chilijskiego poetę Pedra de Oña w poemacie, zainspirowanym wspomnianą Araukaną Alonsa Ercilla y Zuñiga, zatytułowanym Arauco Domado. Strofa ta może być też interpretowana jako połączenie meandru i końcowego dystychu.